# Atentado de Alphen aan den Rijn
O atentado de Alphen aan den Rijn foi um massacre que aconteceu em 9 de abril de 2011, quando seis pessoas foram assassinadas por um atirador no Shopping Ridderhof, em Alphen aan den Rijn, nos Países Baixos, uma cidade que fica 33 km a sudoeste de Amsterdã.
O atirador foi identificado como Tristan van der Vlis, um holandês de 24 anos natural de Alphen aan den Rijn. Utilizando um rifle semiautomático, Tristan matou um indivíduo do lado de fora do shopping e depois entrou no prédio e disparou mais de 100 balas, matando mais cinco pessoas e ferindo ao menos dezessete. Logo em seguida, sacou o revólver e atirou contra a própria cabeça. Foi o mais sangrento massacre nos Países Baixos deste o atentado terrorista de Apeldoorn, em 2009.
Segundo a investigação posterior, Tristan era obcecado por vídeo games violentos e sofria de esquizofrenia paranoica, tendo demonstrado fortes tendências suicidas anos antes. Também foi descoberto que ele mostrava interesse na religião, mas entrou num grande conflito com Deus, acreditando que Deus causou todo o sofrimento do mundo e que as pessoas que rezavam a Deus na verdade estava a rezar ao Diabo, e com o seu ódio ele começou a escrever a sua própria bíblia, Het Tegenwoord, tradução "A presença". Ele também tinha interesse no paranormal, acreditando que ouvia vozes de pessoas mortas. 